# Ciclismo en ruta femenino en los Juegos Olímpicos de Londres 2012

El evento de carrera en ruta femenina de ciclismo en ruta en los Juegos Olímpicos de Londres 2012 tuvo lugar el 29 de julio en la ciudad de Londres. El evento comenzó y terminó en The Mall.

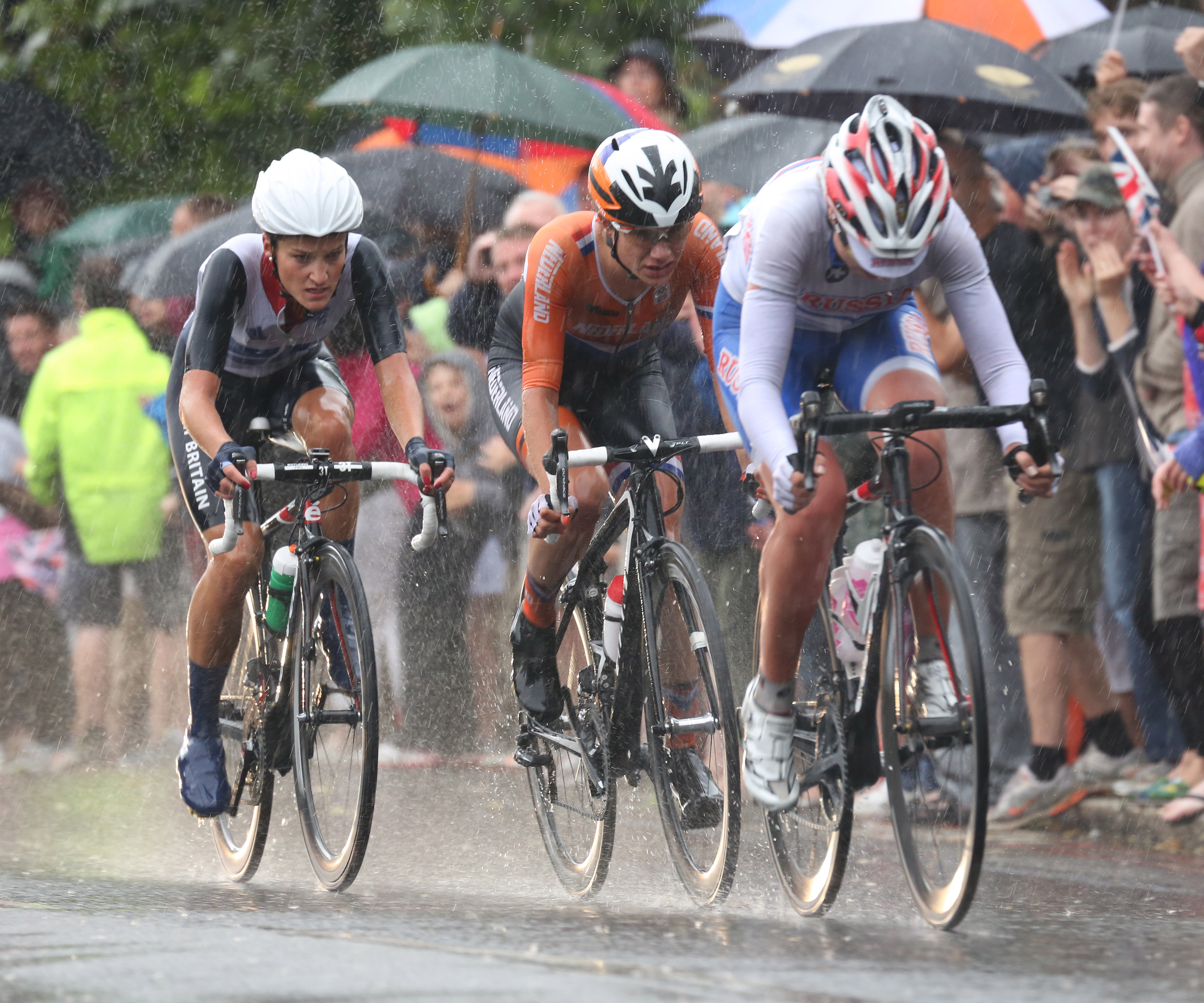
Terceto cabecero, que acabaría jugándose las medallas, a aproximadamente 10 km de la meta.

En las fuertes lluvias, la carrera y la medalla de oro fue ganada por la neerlandesa Marianne Vos. La británica Lizzie Armitstead quedó en segundo, obteniendo la plata, y la rusa Olga Zabelinskaya ganó la medalla de bronce en el tercer lugar.

## Horario
Todos los horarios están en Tiempo Británico (UTC+1)
| Fecha                         | Tiempo | Ronda |
| ----------------------------- | ------ | ----- |
| Miércoles 1 de agosto de 2012 | 14:15  | Final |

## Clasificación
| Evento                     | Ranking por nación  | Clasificados | Atletas por CON |
| -------------------------- | ------------------- | --- | --------------- |
| Ranking UCI 2012           | 1º al 5º            | Países Bajos (NED) · Alemania (GER) · Estados Unidos (USA) · Italia (ITA) · Reino Unido (GBR) | 4               |
| Ranking UCI 2012           | 6º al 13º           | Suecia (SWE) · Australia (AUS) · Rusia (RUS) · Bélgica (BEL) · Canadá (CAN) · Francia (FRA) · Brasil (BRA) · Sudáfrica (RSA) · | 3               |
| Ranking UCI 2012           | 14º al 23º          | Lituania (LTU) · (Debido al control antidopaje positivo de Rasa Leleivytė) · Nueva Zelanda (NZL) · Venezuela (VEN) · Cuba (CUB) · Luxemburgo (LUX) · Ucrania (UKR) · República Popular China (CHN) · El Salvador (ESA) · Bielorrusia (BLR) · Noruega (NOR) ·                                                                            | 1*              |
| Ranking UCI 2012           | Top 100 inidividual | Tailandia (THA) Jutatip Maneephan · México (MEX) Mayra del Rocio Rocha · Finlandia (FIN) Pia Sundstedt · China Taipéi (TPE) Mei Yu Hsiao · Estonia (EST) Grete Treier · Azerbaiyán (AZE) Elena Tchalykh · Japón (JPN) Mayuko Hagiwara · Polonia (POL) Sylwia Kapusta · Corea del Sur (KOR) Ah Reum Na · Eslovenia (SLO) Polona Batagelj | 1*              |
| Campeonato de África 2011  | 1º                  | Mauricio (MRI) | 1**             |
| Campeonato de América 2012 | 1º                  | Chile (CHI) | 1**             |
| Campeonato de Asia 2012    | 1º                  | Hong Kong (HKG) | 1**             |
| Total                      |                     | | 66              |

* Se han reducido las plazas del ranking CON para mantener constante el número de atletas.
**Si entre las ciclistas que ocupan los primeros puestos de la clasificación, hay deportistas que se han clasificado por el primer criterio de la UCI, logran la plaza las ciclistas pertenecientes al CON que ha quedado en segundo lugar.

## Clasificación final
En la tabla de abajo, "s.t." significa que el ciclista cruzó la línea final en el mismo grupo.
| Pos. | Ciclista                     | Tiempo  |
| ---- | ---------------------------- | ------- |
|      | Marianne Vos (NED)           | 3:35:29 |
|      | Lizzie Armitstead (GBR)      | s.t     |
|      | Olga Zabelinskaya (RUS)      | 3:35:31 |
| 4    | Ina Teutenberg (GER)         | 3:35:56 |
| 5    | Giorgia Bronzini (ITA)       | s.t     |
| 6    | Emma Johansson (SWE)         | s.t     |
| 7    | Shelley Olds (USA)           | s.t     |
| 8    | Pauline Ferrand-Prevot (FRA) | s.t     |
| 9    | Liesbet De Vocht (BEL)       | s.t     |
| 10   | Aude Biannic (FRA)           | s.t     |
| 11   | Katarzyna Pawłowska (POL)    | s.t     |
| 12   | Joelle Numainville (CAN)     | s.t     |
| 13   | Na Ah-Reum (KOR)             | s.t     |
| 14   | Annemiek van Vleuten (NED)   | s.t     |
| 15   | Alena Amialyusik (BLR)       | s.t     |
| 16   | Ashleigh Moolman (RSA)       | s.t     |
| 17   | Grete Treier (EST)           | s.t     |
| 18   | Linda Villumsen (NZL)        | s.t     |
| 19   | Emilia Fahlin (SWE)          | s.t     |
| 20   | Pia Sundstedt (FIN)          | s.t     |
| 21   | Christine Majerus (LUX)      | s.t     |
| 22   | Polona Batagelj (SLO)        | s.t     |
| 23   | Clemilda Fernandes (BRA)     | s.t     |
| 24   | Evelyn Stevens (USA)         | s.t     |
| 25   | Tatiana Antoshina (RUS)      | s.t     |
| 26   | Evelyn García (ESA)          | s.t     |
| 27   | Denise Ramsden (CAN)         | s.t     |
| 28   | Joanna van de Winkel (RSA)   | s.t     |
| 29   | Maaike Polspoel (BEL)        | 3:36:01 |
| 30   | Tatiana Guderzo (ITA)        | s.t     |
| 31   | Nicole Cooke (GBR)           | s.t     |
| 32   | Clara Hughes (CAN)           | s.t     |
| 33   | Trixi Worrack (GER)          | 3:36:04 |

| Rank | Ciclista                 | Tiempo     |
| ---- | ------------------------ | ---------- |
| 34   | Noemi Cantele (ITA)      | s.t        |
| 35   | Kristin Armstrong (USA)  | 3:36:16    |
| 36   | Amber Neben (USA)        | 3:36:20    |
| 37   | Judith Arndt (GER)       | 3:36:28    |
| 38   | Larisa Pankova (RUS)     | 3:37:22    |
| 39   | Shara Gillow (AUS)       | s.t        |
| 40   | Emma Pooley (GBR)        | 3:37:36    |
| –    | Ingrid Drexel (MEX)      | FC         |
| –    | Loes Gunnewijk (NED)     | FC         |
| –    | Charlotte Becker (GER)   | FC         |
| –    | Xin Liu (CHN)            | FC         |
| –    | Monia Baccaille (ITA)    | FC         |
| –    | Fernanda da Silva (BRA)  | FC         |
| –    | Ellen van Dijk (NED)     | FC         |
| –    | Lucy Martin (GBR)        | FC         |
| –    | Hsiao Mei-yu (TPE)       | FC         |
| –    | Alona Andruk (UKR)       | FC         |
| –    | Audrey Cordon (FRA)      | FC         |
| –    | Ludivine Henrion (BEL)   | FC         |
| –    | Robyn de Groot (RSA)     | FC         |
| –    | Amanda Spratt (AUS)      | FC         |
| –    | Chloe Hosking (AUS)      | FC         |
| –    | Yumari González (CUB)    | FC         |
| –    | Emilie Moberg (NOR)      | FC         |
| –    | Isabelle Söderberg (SWE) | FC         |
| –    | Jamie Wong (HKG)         | FC         |
| –    | Mayuko Hagiwara (JPN)    | No terminó |
| –    | Danielys García (VEN)    | No terminó |
| –    | Paola Muñoz (CHI)        | No terminó |
| –    | Aurelie Halbwachs (MRI)  | No terminó |
| –    | Elena Tchalykh (AZE)     | No terminó |
| –    | Jutatip Maneephan (THA)  | No terminó |
| –    | Janildes Fernandes (BRA) | No terminó |

### Fuera de control (FC)
Debido a las regulaciones de la UCI para las pruebas en carretera de un día (artículo 2.3.039), "Todo ciclista que finalice la prueba en un tiempo superior al del ganador por más del 5% no contará como finalizado". La aplicación de esta norma con el tiempo ganador de Marianne Vos, dio lugar a un límite de tiempo de 3 horas, 45 minutos y 15 segundos.